# Camptoscelis
Camptoscelis is een geslacht van kevers uit de familie van de loopkevers (Carabidae). De wetenschappelijke naam van het geslacht is voor het eerst geldig gepubliceerd in 1828 door Dejean.

## Soorten
Het geslacht Camptoscelis omvat de volgende soorten:
- Camptoscelis dissidens Peringuey, 1926
- Camptoscelis hottentota (Olivier, 1795)